# Reflexvinkel
En reflexvinkel (alternativt särskrivet reflex vinkel) är inom geometrin en vinkel som är större än en rak vinkel (180°) men mindre än en perigon (360°, dvs ett varv). (Termerna reflexvinkel och perigon används dock inte av svenska matematiker.)
För en reflexvinkel α gäller:
- 1⁄2 varv < α < 1 varv
- 180° < α < 360°
- π radianer < α < 2π radianer
- 200g < α < 400g
- 3200 streck < α < 6400 streck